# Frenk Lojd
Frenk Vilijam Džordž Lojd (2. februar 1886 – 10. avgust 1960) bio je američki filmski režiser britanskog porekla, glumac, tesktopisac, i producent. On je jedan od osnivača Akademija filmskih umetnosti i nauka, i bio je njen predsednik od 1934 do 1935.
Godine 1957, on je dobio nagradu Džordž Istman, koju dodeljuje muzej Džordž Istman Haus za izuzetan doprinos filmskoj umetnosti.
Dana 8. februara 1960, Lojd je dobio zvezdu na Holivudskoj stazi slavnih za svoj doprinos industriji filmova, na 6667 Holivud bulevaru.

## Biografija
Lojd je rođen u Glazgovu| u Škotskoj. Njegova majka Džejn je bila Škotkinja, a njegov otac Edmund je bio Velšanin. Lojd je započeo svoju karijeru kao pevač i scenski glumac u Londonu. On je bio prvi škotski osvajač Nagrade akademije, i jedinstven je u istoriji filma po tome što je 1929. godine dobio tri nominacije za Oskara za svoj rad na nemom filmu (Božanska dama), delimično zvučnom (Umorna reka) i potpuno zbučnom (Drag). On je dobio nagradu za Božansku damu. Lojd je nominovan i ponovo je nagrađen 1933. godine za adaptaciju Noel Kauardove Kavalkade, a 1935. godine dobio je i još jednu nominaciju za najboljeg režisera za možda njegov najuspešniji film, Pobuna na brodu Baunti.
Godine 1957, on je dobio nagradu Džordž Istman, koju dodeljuje Džordž Istmanova kuća za izuzetan doprinos filmskoj umetnosti.
Dana 8. februara 1960, Lojd je dobio zvezdu na Holivudskom šetalištu slavnih za svoj doprinos filmskoj industriji, kod 6667 Holivud bulevara.

## Lični život
Frenk Lojd je bio oženjen glumicom Almom Haler od 11. jula 1913. do njene smrti 16. marta 1952. Godine 1955, Lojd se oženio Virdžinijom Kelog, i ostali su u braku do Lojdove smrti, 10. avgusta 1960, kad je on imao 74. godine života. Lojd je sahranjen na Forest lon memorijal parku u Glendejlu u Kaliforniji.

## Izabrana filmografija
- (1914)(glumac)
- (1914) (glumac)
- (1915) (glumac)
- (1915)
- (1915)
- (1915)
- (1916)
- (1916)
- (1916)
- (1916)
- (1916)
- (1916)
- (1916)
- (1916)
- (1916)
- (1916)
- (1916)
- (1916)
- (1917)
- (1917)
- (1917)
- (1917)
- (1917)
- (1917)
- (1917)
- (1918)
- (1918)
- (1918)
- (1918)
- (1919)
- (1919)
- (1919)
- (1919)
- (1920)
- (1920)
- (1920)
- (1920)
- (1921)
- (1921)
- (1921)
- (1921)
- (1922)
- (1922)
- (1922)
- (1923)
- (1923)
- (1923)
- (1923)
- (1924)
- (1924)
- (1925)
- (1925)
- (1925)
- (1926)
- (1926)
- (1927)
- (1928)
- (1929)
- (1929)
- (1929)
- (1929)
- (1929)
- (1930)
- (1930)
- (1931)
- (1931)
- (1932)
- (1933)
- (1933)
- (1933)
- (1934)
- (1935)
- (1936)
- (1937)
- (1937)
- (1938)
- (1939)
- (1940)
- (1941)[16][17][18][19]
- (1941)[20][21]
- (1942) (producent)[22][23][24]
- (1943)[25][26][27][28]
- (1945)[29][30][31][32]
- (1954)[33]
- (1955)

## Spoljašnje veze
- Frank Lloyd на веб-сајту  (језик: енглески)